# Dichaea
Dichaea es un género de orquídeas epifitas. Tiene 118 especies. Es nativa de los trópicos de América.

## Descripción
Son especies de crecimiento monopódico, tienen tallos largos, en fascículos o no, con hojas alternas y dísticas, por lo general que se dirigen a un lado del tallo.
Dividido en dos grandes grupos: un grupo en que las hojas no están fuera de la envoltura, quedando presa del pie después de secas, los tallos tienden a estar colgantes y soltar raíces en puntos espaciados, y presentan ovario y cápsulas ligeramente papillosa; en otro grupo de este género, que se clasificaba en Epithecia sabe. y Westc., tienen las hojas caídas, después de  la sequía, los tallos tienden a ser erectos y el ovario y cápsulas son generalmente suaves.
En ambos casos, los tallos son generalmente aplanados lateralmente y, a veces ramosos. Las hojas son numerosas, dísticas, articuladas, lanceoladas, de consistencia herbácea. Muchas especies florecen continuamente o varias veces al año.  La inflorescencia brota de las axilas de las hojas y tiene una sola flor, a veces perfumada.
Las flores son pequeñas, redondeadas, por lo general con los labios que se asemejan a la forma de un ancla, trilobulado, con una proyección hacia delante. Los pétalos y sépalos son cóncavos, algunos ovalados y acuminados otros, por lo general con los pétalos más pequeños que los sépalos. La columna, alada, dispone de una lengua en la cavidad estigmática, erecta o ascendente, por lo general corta y gruesa, con la antera terminal con cuatro polinias duras y cerosas.

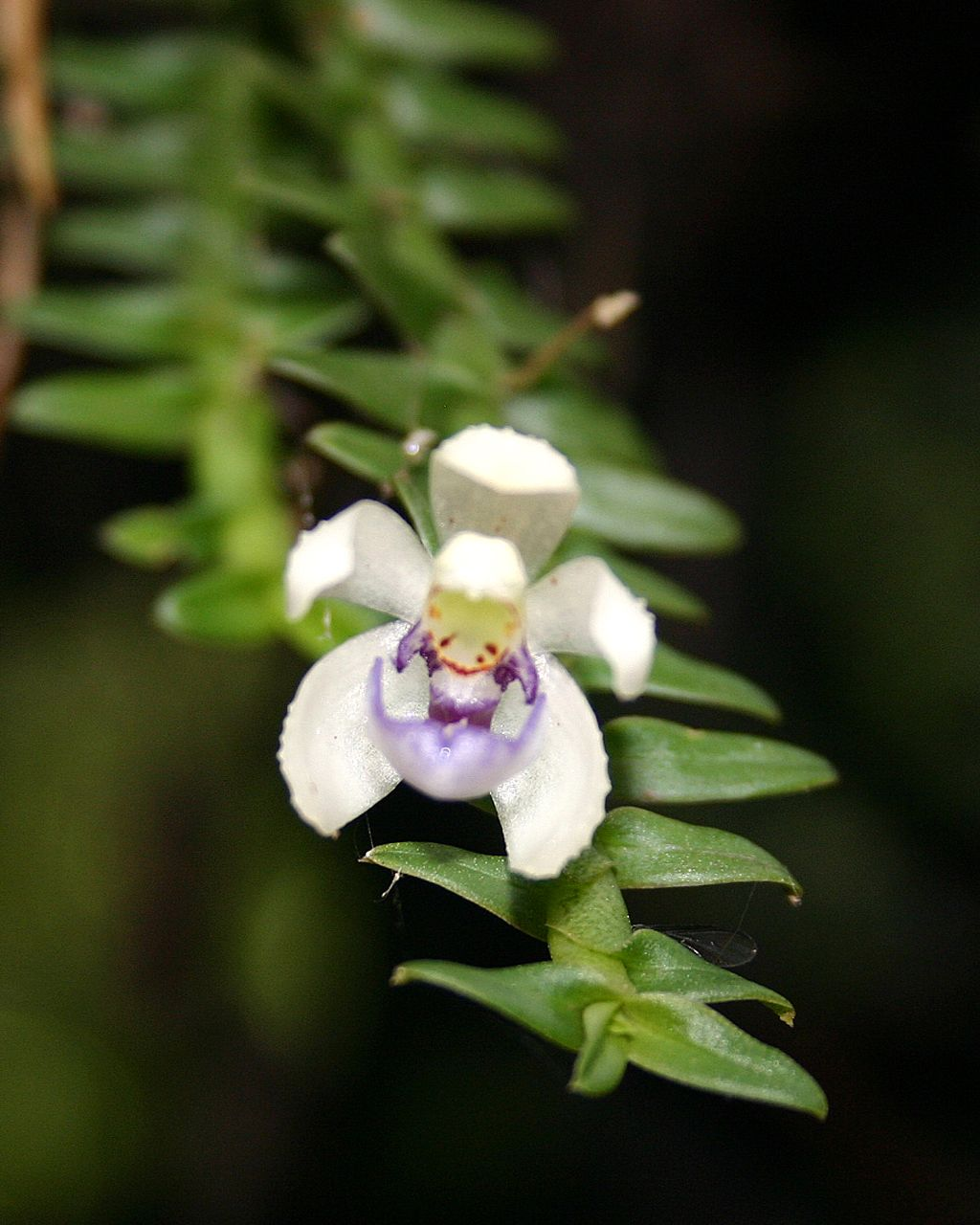
Dichaea squarrosa.

## Distribución y hábitat
Dichaea incluye alrededor de ciento veinte especies epífitas sin pseudobulbos que existen en las húmedas selvas del sur de México hasta el sur de Brasil, donde hay alrededor de veinticinco especies. 

## Evolución, filogenia y taxonomía
Se propuso por John Lindley en 1833, publicado en The Genera and Species of Orchidaceous Plants 208. La especie tipo es Dichaea echinocarpa (Sw.) Lindl., antes Epidendrum echinocarpum Swartz, ahora se considera un sinónimo de Dichaea pendula (Aubl.) Cogn.. 

## Especies
- Dichaea acroblepara  Schltr. (1923)
- Dichaea acuminata  Schltr. (1920)
- Dichaea alcantarae  D.E.Benn. & Christenson (1998)
- Dichaea alinae  Szlach. (2006)
- Dichaea anchorifera  Cogn. (1906)
- Dichaea ancoraelabia  C.Schweinf. (1947)
- Dichaea anguina  Schltr. (1929)
- Dichaea angustifolia  H.G.Jones (1970)
- Dichaea angustisegmenta  Dodson (1980)
- Dichaea antioquiensis  Kraenzl. (1923)
- Dichaea australis  Cogn. (1906)
- Dichaea benzingii  Dodson (1993)
- Dichaea boliviana  T.Hashim. (1974)
- Dichaea brachyphylla  Rchb.f. (1859)
- Dichaea brachypoda  Rchb.f. (1866)
- Dichaea brevicaulis  Cogn. (1906)
- Dichaea bryophila  Rchb.f. (1881)
- Dichaea buchtienii  Schltr. (1922)
- Dichaea cachacoensis  Dodson (1993)
- Dichaea calyculata  Poepp. & Endl. (1836)
- Dichaea camaridioides  Schltr. (1920)
- Dichaea campanulata  C.Schweinf. (1947)
- Dichaea caquetana  Schltr. (1924)
- Dichaea caveroi  D.E.Benn. & Christenson (2001)
- Dichaea chasei  Dodson (1993)
- Dichaea chiquindensis  Kraenzl. (1923)
- Dichaea ciliolata  Rolfe (1917)
- Dichaea cleistogama  Dodson (1989)
- Dichaea cogniauxiana  Schltr. (1922)
- Dichaea cornuta  S.Moore (1894)
- Dichaea costaricensis  Schltr. (1923)
- Dichaea cryptarrhena  Rchb.f. ex Kraenzl. (1923)
- Dichaea dammeriana  Kraenzl. (1923)
- Dichaea delcastilloi  D.E.Benn. & Christenson (1998)
- Dichaea dressleri  Folsom (2006)
- Dichaea ecuadorensis  Schltr. (1921)
- Dichaea eligulata  Folsom (1994)
- Dichaea elliptica  Dressler & Folsom (2002)
- Dichaea escobariana  Dodson (1993)
- Dichaea filiarum  Pupulin (2005)
- Dichaea fragrantissima  Folsom (1994)
- Dichaea galeata  Dodson  (1997
- Dichaea glauca  (Sw.) Lindl. (1833)
- Dichaea globosa  Dressler & Pupulin (2006)
- Dichaea gomez-lauritoi  Pupulin (2007)
- Dichaea gorgonensis  Rchb.f. (1876)
- Dichaea gracillima  C.Schweinf. (1938)
- Dichaea graminoides  (Sw.) Lindl. (1833)
- Dichaea hamata  Rolfe ex Stapf (1895)
- Dichaea hirtzii  Dodson (1993)
- Dichaea histrio  Rchb.f. (1859)
- Dichaea hollinensis  Dodson (1993)
- Dichaea humilis  Cogn. (1906)
- Dichaea hutchisonii  D.E.Benn. & Christenson (2001)
- Dichaea hystricina  Rchb.f. (1865)
- Dichaea intermedia  Ames & Correll (1943)
- Dichaea kegelii  Rchb.f. (1877)
- Dichaea lagotis  Rchb.f. (1876)
- Dichaea lankesteri  Ames (1923)
- Dichaea latifolia  Lindl. (1833)
- Dichaea laxa  (Ruiz & Pav.) Poepp. & Endl. (1836)
- Dichaea lehmanniana  Kraenzl. (1923)
- Dichaea lehmannii  Schltr. (1920)
- Dichaea longa  Schltr. (1922)
- Dichaea longipedunculata  D.E.Benn. & Christenson (1998)
- Dichaea longissima  Kraenzl. (1923)
- Dichaea luerorum  Dodson (1993)
- Dichaea mattogrossensis  Brade (1943)
- Dichaea moronensis  Dodson (1993)
- Dichaea morrisii  Fawc. & Rendle (1910)
- Dichaea mosenii  Rchb.f. (1881)
- Dichaea muricata  (Sw.) Lindl. (1833)
- Dichaea muricatoides  Hamer & Garay (1974)
- Dichaea muyuyacensis  Dodson (1993)
- Dichaea neglecta  Schltr. (1918)
- Dichaea ochracea  Lindl. (1839)
- Dichaea oerstedii  Rchb.f. (1855)
- Dichaea ovatipetala  Schltr. (1923)
- Dichaea oxyglossa  Schltr. (1923)
- Dichaea panamensis  Lindl. (1833)
- Dichaea pendula  (Aubl.) Cogn. (1903) - especie tipo -
- Dichaea peruviensis  D.E.Benn. & Christenson (2001)
- Dichaea picta  Rchb.f. (1872)
- Dichaea poicillantha  Schltr. (1923)
- Dichaea potamophila  Folsom (1994)
- Dichaea pumila  Barb.Rodr. (1877)
- Dichaea rendlei  Gleason (1927)
- Dichaea retroflexa  Kraenzl. (1923)
- Dichaea retroflexiligula  Folsom (1994)
- Dichaea richii  Dodson (1977)
- Dichaea riopalenquensis  Dodson (1977)
- Dichaea rodriguesii  Pabst (1956)
- Dichaea rubroviolacea  Dodson (1989)
- Dichaea sarapiquinsis  Folsom (1994)
- Dichaea schlechteri  Folsom (1994)
- Dichaea selaginella  Schltr. (1920)
- Dichaea sodiroi  Schltr. (1921)
- Dichaea splitgerberi  Rchb.f. (1859)
- Dichaea squarrosa  Lindl. (1840)
- Dichaea standleyi  Ames (1925)
- Dichaea stenophylla  Schltr. (1929)
- Dichaea suarezii  Dodson (1989)
- Dichaea tachirensis  G.A.Romero & Carnevali (2000)
- Dichaea tamboensis  Dodson (1989)
- Dichaea tenuifolia  Schltr. (1920)
- Dichaea tenuis  C.Schweinf. (1952)
- Dichaea tigrina  Rchb.f. ex Regel (1868)
- Dichaea trachysepala  Schltr. (1924)
- Dichaea trichocarpa  (Sw.) Lindl. (1833)
- Dichaea trulla  Rchb.f. (1866)
- Dichaea tuberculilabris  Folsom (1994)
- Dichaea tuerckheimii  Schltr. (1916)
- Dichaea tunguraguae  Kraenzl. (1923)
- Dichaea vaginata  Rchb.f. ex Kraenzl. (1923)
- Dichaea venezuelensis  Carnevali & I.Ramírez (1993)
- Dichaea violacea  Folsom (1994)
- Dichaea viridula  Pupulin (2005)
- Dichaea weigeltii  Rchb.f. (1859)

## Sinonimia
- Dichaeopsis Pfitzer (1887)[1]